# PSYFIVE
PSYFIVE es el quinto álbum del cantante surcoreano PSY. El álbum fue lanzado el 20 de octubre de 2010. Contiene 12 canciones. El álbum fue lanzado en todo el mundo a través de iTunes. Es el álbum debut de PSY para YG Entertainment.

## Lista de canciones
Todas las canciones escritas por PSY.

Todas las canciones escritas y compuestas por Psy. 
| N.º | Título                                                  | Duración |  |
| 1.  | «Mr. Ssa (싸군)»                                        | 4:07     |  |
| 2.  | «Right Now»                                             | 3:23     |  |
| 3.  | «All Night Long (오늘밤새)»                             | 3:45     |  |
| 4.  | «In My Eyes (내 눈에는)» (featuring Lee Jae-hoon)       | 3:52     |  |
| 5.  | «Thank You» (featuring Seo In-Young)                    | 3:41     |  |
| 6.  | «It's Art (예술이야)»                                   | 4:40     |  |
| 7.  | «Aflutter (설레인다)»                                   | 3:23     |  |
| 8.  | «Night Street in Seoul (서울의 밤거리)» (featuring YDG) | 3:49     |  |
| 9.  | «That's Why (그래서 그랬어)» (featuring Jung Yup)       | 4:21     |  |
| 10. | «Like Crazy (미치도록)»                                 | 3:23     |  |
| 11. | «Spit It Out (솔직히 까고말해)»                         | 3:33     |  |
| 12. | «My Wanna Be (나의)»                                    | 3:47     |  |

## Listas
Álbum
| Lista            | Título  | Semanal | Anual | Ventas |
| ---------------- | ------- | ------- | ----- | ------ |
| GAON Album Chart | PsyFive | 6 6     | 79    | 25,461 |

Sencillos
| Lista              | Título      | Semanal   | Anual | Ventas (2010) |
| ------------------ | ----------- | --------- | ----- | ------------- |
| GAON Singles Chart | En mis ojos | 11        | 145   | 1,130,003     |
| GAON Singles Chart | Gracias     | dieciséis | 188   | 957,657       |
| GAON Singles Chart | Ahora mismo | 4 4       | 72    | 1,692,727     |
| GAON Singles Chart | Es arte     | 51        | -     | -             |

Otras canciones
| Lista              | Título                    | Semanal |
| ------------------ | ------------------------- | ------- |
| GAON Singles Chart | Señor ssa                 | 78      |
| GAON Singles Chart | Toda la noche             | 108     |
| GAON Singles Chart | Agitado                   | 115     |
| GAON Singles Chart | Calle de la noche en Seúl | 114     |
| GAON Singles Chart | Es por eso                | 83      |
| GAON Singles Chart | Como loco                 | 113     |
| GAON Singles Chart | Escúpelo                  | 135     |
| GAON Singles Chart | Mi quiero ser             | 141     |